# Neoamerioppia hamidi
Neoamerioppia hamidi är en kvalsterart som först beskrevs av Al-Assiuty och El-Deeb 1983.  Neoamerioppia hamidi ingår i släktet Neoamerioppia och familjen Oppiidae. Inga underarter finns listade i Catalogue of Life.